# تحلیل چند مقیاسی
در ریاضیات و فیزیک، تحلیل چندمقیاسی (که روش مقیاس‌های چندگانه نیز نامیده می‌شود) شامل فنون‌هایی است که برای ساختن تقریب‌هایی با اعتبار یکسان برای حل مسائل پریشیدگی استفاده می‌شود، این روش هم برای مقادیر کوچک و هم برای مقادیر بزرگ متغیرهای مستقل قابل استفاده است. این کار با تعریف متغیرهای مستقل جدید به نام متغییرهای مقیاسی سریع و آهسته انجام می‌شود و با این متغیرها، مانند متغییرهای مستقل رفتار می‌شود. این متغییرها به ما در فرایند حل مسائل پریشیدگی، آزادی عمل می‌دهد که بتوان جملات سکیولار (جملات ناخواستهٔ دیرپا و نامتناوب که منجر به واگرایی جواب‌های تقریبی مسئله می‌شوند) را حذف کرد. همچنین قیدهایی را برای حل تقریبی ایجاد می‌کند که به آنها شرایط حل‌پذیری می‌گویند.
بررسی‌های ریاضی در دهه ۱۹۸۰ پشتیبانی قوی‌تری برحسب تبدیل مختصات و منیفولدهای ثابت، برای مدل‌سازی چندمقیاسی فراهم می‌کنند (برای مثال، منیفولد مرکزی و منیفولد آهسته را ببینید).

## مثال: معادله دافینگ نامیرا

در اینجا تفاوت بین رویکردهای نظریه پریشیدگی منظم و تحلیل چندمقیاسی را می‌توان مشاهده کرد و چگونه با راه‌حل دقیق مقایسه می‌شود

### معادله دیفرانسیل و بقای انرژی
به عنوان یک مثال ساده برای تحلیل چندمقیاسی، معادله دافینگ بدون میرایی و بدون نیروی وادارنده را در نظر بگیرید:{\displaystyle {\frac {d^{2}y}{dt^{2}}}+y+\varepsilon y^{3}=0,}{\displaystyle y(0)=1,\qquad {\frac {dy}{dt}}(0)=0,}که یک معادله دیفرانسیل معمولی مرتبه دوم است و یک نوسانگر غیرخطی را توصیف می‌کند. جواب y (t) برای مقادیر کوچک پارامتر غیرخطی ε (۰< ε ≪ ۱) جستجو می‌کنیم. معادله دافینگ نامیرایی خود یک سیستم همیلتونی است:{\displaystyle {\frac {dp}{dt}}=-{\frac {\partial H}{\partial q}},\qquad {\frac {dq}{dt}}=+{\frac {\partial H}{\partial p}},\quad {\text{ with }}\quad H={\tfrac {1}{2}}p^{2}+{\tfrac {1}{2}}q^{2}+{\tfrac {1}{4}}\varepsilon q^{4},}با q = y (t) و p = dy / dt. در نتیجه، H همیلتونی (p , q) یک کمیت پایستار است که برابر با H است = ½ + ¼ ε برای شرایط اولیه داده شده. این بدان معناست که هم y و هم dy / dt باید محدود شوند:{\displaystyle \left|y(t)\right|\leq {\sqrt {1+{\tfrac {1}{2}}\varepsilon }}\quad {\text{ and }}\quad \left|{\frac {dy}{dt}}\right|\leq {\sqrt {1+{\tfrac {1}{2}}\varepsilon }}\qquad {\text{ for all }}t.}

### جواب سِری-پریشیدگی به روش مستقیم
یک سری پریشیدگی رایج برای این مسئله به صورت بسط زیر است {\textstyle y(t)=y_{0}(t)+\varepsilon y_{1}(t)+{\mathcal {O}}(\varepsilon ^{2})} که با جایگزین کردن آن در معادله دافینگ نامیرا و سپس تطبیق توان‌های {\textstyle \varepsilon } سیستم معادلات زیر به‌دست می‌آید:{\displaystyle {\begin{aligned}{\frac {d^{2}y_{0}}{dt^{2}}}+y_{0}&=0,\\{\frac {d^{2}y_{1}}{dt^{2}}}+y_{1}&=-y_{0}^{3}.\end{aligned}}}که با حل این دستگاه برای شرایط اولیه مسئله، رابطهٔ زیر نتیجه خواهد شد:{\displaystyle y(t)=\cos(t)+\varepsilon \left[{\tfrac {1}{32}}\cos(3t)-{\tfrac {1}{32}}\cos(t)-\underbrace {{\tfrac {3}{8}}\,t\,\sin(t)} _{\text{secular}}\right]+{\mathcal {O}}(\varepsilon ^{2}).}توجه داشته باشید که آخرین جملهٔ داخل کروشه، یک جملهٔ سکیولار است: که با زمان | t | به صورت خطی رشد می‌کند. به‌طور مشخص، برای زمان‌هایی از مرتبهٔ {\displaystyle t=O(\varepsilon ^{-1})}، این جمله از مرتبهٔ O (1) است و بنابراین از نظر بزرگی هم‌مرتبه با اولین جملهٔ عبارت خواهد بود. به دلیل وجود این نوع جملات در جواب پریشیدگی، این سری دیگر بسط مجانبی جواب مسئله نیست.

### روش مقیاس‌های چندگانه
برای ساختن جوابی که فراتر از مرتبهٔ {\displaystyle t=O(\epsilon ^{-1})} معتبر باشد، از روش تحلیل مقیاس چندگانه استفاده می‌شود. متغیر مقیاس آهسته t1 را به صورت زیر تعریف می‌کنیم:{\displaystyle t_{1}=\varepsilon t}و فرض کنید که جواب y (t) دارای بسط پریشیدگی زیر است که هم به t و هم به t 1 وابسته است:{\displaystyle y(t)=Y_{0}(t,t_{1})+\varepsilon Y_{1}(t,t_{1})+\cdots .}بنابراین:{\displaystyle {\begin{aligned}{\frac {dy}{dt}}&=\left({\frac {\partial Y_{0}}{\partial t}}+{\frac {dt_{1}}{dt}}{\frac {\partial Y_{0}}{\partial t_{1}}}\right)+\varepsilon \left({\frac {\partial Y_{1}}{\partial t}}+{\frac {dt_{1}}{dt}}{\frac {\partial Y_{1}}{\partial t_{1}}}\right)+\cdots \\&={\frac {\partial Y_{0}}{\partial t}}+\varepsilon \left({\frac {\partial Y_{0}}{\partial t_{1}}}+{\frac {\partial Y_{1}}{\partial t}}\right)+{\mathcal {O}}(\varepsilon ^{2}),\end{aligned}}}با استفاده ازdt1/dt = ε خواهیم داشت:{\displaystyle {\frac {d^{2}y}{dt^{2}}}={\frac {\partial ^{2}Y_{0}}{\partial t^{2}}}+\varepsilon \left(2{\frac {\partial ^{2}Y_{0}}{\partial t\,\partial t_{1}}}+{\frac {\partial ^{2}Y_{1}}{\partial t^{2}}}\right)+{\mathcal {O}}(\varepsilon ^{2}).}پس جواب‌های مرتبه صفر و مرتبه اول پریشیدگی - چند مقیاسی برای معادله دافینگ خواهد بود:{\displaystyle {\begin{aligned}{\frac {\partial ^{2}Y_{0}}{\partial t^{2}}}+Y_{0}&=0,\\{\frac {\partial ^{2}Y_{1}}{\partial t^{2}}}+Y_{1}&=-Y_{0}^{3}-2\,{\frac {\partial ^{2}Y_{0}}{\partial t\,\partial t_{1}}}.\end{aligned}}}

### راه‌حل
برای مسئله مرتبه صفر راه‌حل کلی زیر وجود دارد:{\displaystyle Y_{0}(t,t_{1})=A(t_{1})\,e^{+it}+A^{\ast }(t_{1})\,e^{-it},}که A (t 1) دامنه مختلط برای جواب مرتبه صفر Y 0 (t , t1) است. حال برای جواب مرتبه اول، نیرویی وابسته به زمان در سمت راست معادله دیفرانسیل دوم ظاهر می‌شود که برابر است با:{\displaystyle \left[-3\,A^{2}\,A^{\ast }-2\,i\,{\frac {dA}{dt_{1}}}\right]\,e^{+it}-A^{3}\,e^{+3it}+c.c.}که در آن cc نشان دهنده مزدوج مختلط عبارت‌های قبلی است. از ایجاد جملات سکولار می‌توان با تحمیل شرط حل پذیری در دامنه A (t 1) که هنوز نامشخص است جلوگیری کرد.{\displaystyle -3\,A^{2}\,A^{\ast }-2\,i\,{\frac {dA}{dt_{1}}}=0.}جواب شرط حل پذیری، همچنین شرایط اولیه y(0) = ۱ و dy/dt(0) = ۰ را برآورده می‌کند، یعنی:{\displaystyle A={\tfrac {1}{2}}\,\exp \left({\tfrac {3}{8}}\,i\,t_{1}\right).}در نتیجه، جواب تقریبی با تحلیل چندمقیاسی عبارت است{\displaystyle y(t)=\cos \left[\left(1+{\tfrac {3}{8}}\,\varepsilon \right)t\right]+{\mathcal {O}}(\varepsilon ),}با استفاده از t1 = εt که تا مرتبه εt = O(1) اعتبار دارد. این با تغییرات غیرخطی فرکانس که (وابستگی فرکانس به دامنه) با استفاده از روش لیندستد-پوانکاره به‌دست می‌آید مطابقت دارد.
این جواب تا زمان اعتبار دارد که زمان سپری شده برای سیستم از مرتبهٔ {\displaystyle t=O(\epsilon ^{-2})} باشد. جواب‌های مرتبه‌های بالاتر - با استفاده از روش مقیاس‌های چندگانه - نیاز به تعریف متغییرهای مقیاسی آهستهٔ اضافی دارد، یعنی t2 = ε2 t, t3 = ε3 t و به همین ترتیب. با این حال باید توجه داشت که تعریف متغییرهای جدید می‌تواند ابهامات را در بسط پریشیدگی جواب به‌وجود آورد که لازم است با احتیاط با آن برخورد کرد (به (Kevorkian و Cole 1996)؛ (Bender و Orszag 1999) مراجعه کنید).

### تبدیل مختصات به متغیرهای دامنه و فاز
با رویکرد مدرن دیگری نیز می‌توان این گونه جواب‌ها را به‌دست آورد و آن با استفاده از روش تبدیل مختصات است. روشی شبیه روش اشکال نرمال، که در ادامه توضیح داده شده است.
یک جواب به صورت {\displaystyle y\approx r\cos \theta } در مختصات جدید  {\displaystyle (r,\theta )} جستجو می‌شود که در آن دامنه {\displaystyle r(t)} به کند تغییر و فاز {\displaystyle \theta (t)} با یک آهنگ تقریباً ثابت تغییر می‌کند، یعنی {\displaystyle d\theta /dt\approx 1}. با محاسبات جبری ساده تبدیل مختصات را می‌توان به صورت زیر یافت.{\displaystyle y=r\cos \theta +{\frac {1}{32}}\varepsilon r^{3}\cos 3\theta +{\frac {1}{1024}}\varepsilon ^{2}r^{5}(-21\cos 3\theta +\cos 5\theta )+{\mathcal {O}}(\varepsilon ^{3})}که معادله دافینگ را به یک جفت معادله تبدیل می‌کند که متغیر شعاع آن (متغیر دامنه) ثابت است {\displaystyle dr/dt=0} و متغیر فازی به صورت زیر با زمان تحول می‌یابد:{\displaystyle {\frac {d\theta }{dt}}=1+{\frac {3}{8}}\varepsilon r^{2}-{\frac {15}{256}}\varepsilon ^{2}r^{4}+{\mathcal {O}}(\varepsilon ^{3}).}یعنی نوسانات دافینگ دامنه ثابت اما فرکانس‌های متفاوتی دارند و تغییرات فاز {\displaystyle d\theta /dt} به دامنه بستگی دراد.
مثال‌های دشوارتر را بهتر است با استفاده از تبدیل مختصات وابسته به زمان که نماهای مختلط را نیز شامل شود (مانند آنچه که در روش قبلی- روش مقیاس چندگانه زمانی- استفاده شد) حل کرد. یک وبگاه تحلیل را برای طیف گسترده‌ای از مثال‌ها انجام می‌دهد.

## یادداشت
1. ↑  This example is treated in: Bender & Orszag (1999) pp. 545–551.
2. ↑  Bender & Orszag (1999) p. 551.
3. ↑  Lamarque, C. -H.; Touze, C.; Thomas, O. (2012), "An upper bound for validity limits of asymptotic analytical approaches based on normal form theory" (PDF), Nonlinear Dynamics, 70 (3): 1931–1949, doi:10.1007/s11071-012-0584-y
4. ↑  Roberts, A.J., Modelling emergent dynamics in complex systems, retrieved 2013-10-03
5. ↑  Roberts, A.J., Construct centre manifolds of ordinary or delay differential equations (autonomous), retrieved 2013-10-03